# Heinrich Hackmann
Heinrich Friedrich Hackmann (* 31. August 1864 in Osnabrück; † 13. Juli 1935 in Hildesheim) war ein deutscher evangelischer Theologe, Religionshistoriker und Sinologe.

## Leben
Nach dem Studium in Leipzig und Göttingen wurde er 1893 Privatdozent in Göttingen. Hackmann war von 1894 bis 1904 Pastor der deutschen Gemeinde in Shanghai und ab 1904 Pfarrer der deutschen Gemeinde in Denmark Hill, London. Von 1913 bis 1934 war er ordentlicher Professor für Religionsgeschichte an der Universität von Amsterdam. Die Königlich Niederländische Akademie der Wissenschaften (KNAW) nahm ihn 1930 als ordentliches Mitglied auf, seit 1934 war er auswärtiges Mitglied.
Hackmann gehörte der Religionsgeschichtlichen Schule an.
Am 31. August 1934 zu seiner Emeritierung an der Universität Amsterdam wurde er zum Ehrensenator der Universität Marburg ernannt. Die Verleihung der Ehrensenatorwürde erfolgte für die Überlassung seiner wissenschaftlichen Bibliothek an die Religionskundliche Sammlung der Philipps-Universität Marburg. 

## Schriften
- Die Zukunftserwartung des Jesaia. Göttingen 1893.
- Der Buddhismus.
  - Band 1: Der Ursprung des Buddhismus und die Geschichte seiner Ausbreitung. Tübingen 1905; 2. durchgesehene Auflage ebd. 1917 (Religionsgeschichtliche Volksbücher für die deutsche christliche Gegenwart, Band 3.4).
  - Band 2: Der südliche Buddhismus und der Lamaismus. Tübingen 1905 (Religionsgeschichtliche Volksbücher für die deutsche christliche Gegenwart, Band 3.5).
  - Band 3: Der Buddhismus in China, Korea und Japan. Tübingen 1906 (Religionsgeschichtliche Volksbücher für die deutsche christliche Gegenwart, Band 3.7).
- Welt des Ostens. Berlin 1912.
- Chinesische Philosophie. München 1927 (Geschichte der Philosophie in Einzeldarstellungen Abt. 1, 5).
- Der Zusammenhang zwischen Schrift und Kultur in China. München 1928.
- Erklärendes Wörterbuch zum chinesischen Buddhismus. Chinesisch-sanskrit-deutsch. Von Heinrich Hackmann. Nach seinem handschriftlichen Nachlass überarbeitet von Johannes Nobel. Herausgegeben von der Religionskundlichen Sammlung der Universität Marburg/Lahn. Leiden 1951 (online).